# Carlos Freile Zaldumbide

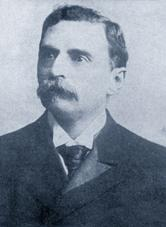
Carlos Freile Zaldumbide

Carlos Freile Zaldumbide (* 1851 in Quito; † 21. August 1928 in Paris) war ein ecuadorianischer Politiker, der unter anderem zwischen 1899 und 1903 Vizepräsident sowie 1911 und von 1911 bis 1912 kommissarischer Präsident von Ecuador war.

## Leben
Carlos Freile Zaldumbide, Sohn von Juan Jose Aparicio Freile Chiriboga und Luz Zaldumbide Gangotena, war ursprünglich Großgrundbesitzer und Züchter von Holstein-Rindern. Er fungierte als Nachfolger von Aparicio Ribadeneira vom 13. September bis zu seiner Ablösung durch Enrique Freile Zaldumbide am 20. Dezember 1895 erstmals als Präsident des Stadtrates und damit als Bürgermeister von Quito. Im Anschluss war er zwischen 1895 und 1896 Gouverneur der Provinz Pichincha sowie 1896 Minister für öffentliche Bildung (Ministro de Instrucción Pública). Als Nachfolger von José Julián Andrade fungierte er vom 1. Januar bis zum 31. Dezember 1898 abermals als Bürgermeister von Quito. Er war zwischen 1899 und 1900 Präsident der Abgeordnetenkammer und wurde unter Präsident Eloy Alfaro am 31. August 1899 Vizepräsident (Vicepresidente de la República). Das Amt des Vizepräsidenten bekleidetere er vom 1. September 1901 bis zum 31. August 1903 auch unter Staatspräsident Leónidas Plaza Gutiérrez. Nachdem er von 1904 bis 1905 erstmals Präsident des Senats war, fungierte er zwischen 1906 und 1907 als Präsident der Verfassunggebenden Versammlung.
Freile Zaldumbide war zwischen 1910 und 1912 abermals Präsident des Senats und wurde nach dem Sturz von Präsident Eloy Alfaro am 11. August 1911 in dieser Funktion kraft Amtes erstmals kommissarischer Präsident von Ecuador (Presidente de la República), Dieses Amt als Verantwortlicher der Exekutive (Encargado del Poder Ejecutivo) übte er bis zum Amtsantritt von Präsident Emilio Estrada am 1. September 1911 aus.
Am 21. Dezember 1911, nach dem frühen Tod von Präsident Emilio Estrada, übernahm Freile als Senatspräsident erneut kommissarisch die Präsidentschaft der Republik. Er versuchte umgehend, eine Übergangsregierung zu bilden und neue Präsidentschaftswahlen vorzubereiten, da die Kandidaten bereits bereit waren, den Wahlkampf zu beginnen. Die Generäle Leonidas Plaza Gutiérrez und Flavio Alfaro gaben ihre Kandidaturen bekannt, obwohl Ersterer rechtlich nicht für das Amt des Präsidenten der Republik qualifiziert war, da die damals geltende Verfassung von 1906 (Carta Política de 1906) eine Wiederwahl erst nach zwei Amtszeiten des Präsidenten erlaubte, die seit General Plazas Amtsantritt noch nicht abgelaufen waren. Als Folge von Plazas Forderungen entstanden verschiedene revolutionäre Bewegungen, und Flavio Alfaro in Esmeraldas und Pedro Jacinto Montero in Guayaquil wurden zum Oberbefehlshaber ernannt. Monteros Absicht war von Anfang an, das Oberkommando an General Eloy Alfaro zu übergeben. Dieser schloss daraufhin einen Pakt mit General Plaza, um den Widerstand gegen die an der Küste begonnene Revolution zu organisieren, und weigerte sich, General Alfaros Friedensaufruf zu folgen. Mit den Waffen, die er 1910 zur Verteidigung des Vaterlandes gegen die peruanische Bedrohung erworben hatte, stellte sich Plaza den Revolutionären entgegen und besiegte sie in den blutigen Schlachten von Huigra, Naranjito und Yaguachi. Anschließend wurde der „Vertrag von Durán“ (Tratado de Durán) unterzeichnet, der die Achtung der Rechte der Besiegten garantierte.
Als die Kapitulation unterzeichnet war und die Revolutionäre ihre Waffen abgaben, weigerte sich Freile Zaldumbide, irgendwelche Garantien für die besiegten Anführer zu akzeptieren. Sie wurden daher verraten, gefangen genommen und nach Quito deportiert, wo am 28. Januar 1912 ein Mob aus Schlägern, Prostituierten und Soldaten in Zusammenarbeit mit seiner Regierung und der Bevölkerung Quitos das blutigste Verbrechen beging: die „Ermordung der liberalen Helden“ (El Asesinato de los Héroes Liberales) der Revolution vom Juni 1895, Eloy Alfaro, Manuel Serrano Renda, Pedro Jacinto Montero, Luciano Coral Morillo, Flavio Alfaro und Ulpiano Páez, Kurz darauf wurde Freile am 5. März 1912 zum Rücktritt gezwungen, und die Macht ging an den Präsidenten der Abgeordnetenkammer, Dr. Francisco Andrade Marín, über.
Aus seiner Ehe mit Rosa Elena Larrea y Gomez de la Torre gingen fünf Söhne hervor.

## Hintergrundliteratur
- Javier Gomezjurado Zevallos: Quito: Historia del Cabildo y la Ciudad, 1. Auflage, Instituto Metropolitano de Patrimonio 2015, S. 343, ISBN 978-9942-20-821-7